# Sovetskaja (metropolitana di Samara)
Sovetskaja (in russo: Советская) è una stazione della Linea 1, della Metropolitana di Samara. È stata inaugurata il 31 dicembre 1992